# Camptoplites antarcticus
Camptoplites antarcticus är en mossdjursart som beskrevs av Liu och Hu 1991. Camptoplites antarcticus ingår i släktet Camptoplites och familjen Bugulidae. Inga underarter finns listade i Catalogue of Life.